# 楊·帕斯卡·托特里耶
楊·帕斯卡·托特里耶（Yan Pascal Tortelier，1947年4月19日—）是一位法國指揮家、小提琴家，名大提琴家保羅·托特里耶之子。

## 生平
托特里耶自4歲開始習琴，14歲時在巴黎音樂院的小提琴比賽得到首獎。他的指揮事業主要集中在英國，於1989–92年間擔任阿爾斯特管弦樂團首席指揮，1992–2003年間擔任英國廣播公司愛樂樂團首席指揮。此外，托特里耶亦重視音樂教育，長期擔任大英國協青年管弦樂團的首席客座指揮，並於2019年擔任貝桑頌國際青年指揮比賽之評審團主席。
其他曾與托特里耶合作的國際樂團包括：美國匹茲堡交響樂團、巴西聖保羅交響樂團（Orquestra Sinfônica do Estado de São Paulo）、冰島交響樂團等。

## 作品

### 商業錄音
托特里耶的錄音主要由Chandos發行，著名者包括由他改編的拉威爾鋼琴三重奏之管弦樂版本。

## 外部連結
- 楊·帕斯卡·托特里耶的Discogs页面（英文）
- Chandos Records的楊·帕斯卡·托特里耶頁面